# Albert Sauveur
Albert Sauveur (né le 21 juin 1863 à Louvain – décédé le 26 janvier 1939) est un métallurgiste américain d’origine belge.

## Biographie
Il étudia d'abord à l’Athénée royal de Bruxelles, puis à l'École des Mines de Liège, et enfin au  Massachusetts Institute of Technology où il obtint le titre de BSc. (1889). Cette même année, il fut recruté par la Pennsylvania Steel Company puis en 1891 à l’Illinois Steel Company de Chicago. En 1898, il ouvrit son propre laboratoire à Boston et lança une revue scientifique, Iron & Steel Magazine (1898-1905), par laquelle il popularisa les techniques de la métallographie c'est-à-dire, fondamentalement, l'examen des microstructures de l'acier au microscope optique. Recruté à  l’université Harvard en 1899; assistant en 1901 et professeur en 1905, il bénéficia finalement du titre de Gordon McKay Professor of Mining and Metallurgy de cet établissement en 1924. Là, Sauveur créa le premier laboratoire de métallographie. il fut récompensé en 1939 de la médaille Franklin.
Ses principales contributions à la physique des métaux sont :
- l'amélioration des techniques de microphotographie des métaux ;
- l'analyse des constituants de divers alliages, et l'établissement d'une nomenclature internationales de ces constituants ;
- la découverte du mécanisme de trempe des aciers ;
- l'étude systématique des effets du traitement thermique sur la taille de grain et la dureté des alliages de fer

Depuis 1939, l'ASM décerne chaque année un « prix Albert Sauveur » récompensant les réalisations en science et ingénierie des matériaux.

## Œuvres
- La Microstructure de l'acier (1893)
- Metallography and Heat Treatment of Iron and Steel (1912)
- Metallurgical Reminiscences (1937)

## Source
- Reginald A. Daly, « Biographical memoir of Albert Sauveur », Biographical Memoirs od the NAS, National Academy of Sciences, vol. XXII,‎ 194, p. 119-133
- Notices d'autorité :   - VIAF
  - ISNI
  - BnF (données)
  - IdRef
  - LCCN
  - GND
  - Japon
  - CiNii
  - Portugal
  - WorldCat